# ラガーディア空港
ラガーディア空港（ラガーディアくうこう、英語: LaGuardia Airport）は、アメリカ合衆国のニューヨーク州ニューヨークのクイーンズ区にある国際空港。

## 概要
近隣にあるニューヨーク/JFK、ニューアークと共にニューヨーク都市圏の空港の一つである。その管理、運営、警備はすべて同地域の地域開発公団であるニューヨーク・ニュージャージー港湾公社が行っている。その位置関係はニューヨーク市域の空港一覧を参照。
マンハッタンの北東、クイーンズ区に位置し、敷地面積は280haである。主にアメリカ国内線と、カナダの各都市を結ぶ国際線が中心の空港である。一応国際空港ではあるが、税関や検疫の施設は存在せず、入国審査と税関検査は一切行われていない。そのため、現時点でこの空港を利用できる国際線は、アメリカ国外での出発空港にて事前入国審査が行なわれている15空港のみに限られる。現実的に飛来するのはカナダの複数の路線と、バハマのナッソー、アルバのオラニエスタッド程度である。
また騒音問題と環境保護の点から、一部の例外を除き、国内でも飛行距離約2,400km以上の路線の発着は行わない。また滑走路の短さから、ボーイング787やエアバスA350のようなワイドボディ機の乗り入れは行えない。
一時は、遅れの生じたフライトが約30％と全米レベルでワースト10に入るほどの遅延が発生していたが、その後、各航空会社による運航スケージュールの見直しにより大幅に改善された。ただ、滑走路が二本とはいえ、滑走路が互いに交差している構造により、一度遅延が発生すると終日影響を受けることが多い。

## 歴史
1929年:：民営の水上機専用飛行場が設置された。「ノースビーチ飛行場」と呼ばれ、その後、アメリカ航空界のパイオニアの一人である飛行家・航空機開発者のグレン・カーチスにちなむ「グレン・H・カーチス飛行場」の名称が与えられた。
1934年：市長に就任したフィオレロ・ラガーディアは市内に空港を整備する事を公約としており、この水上飛行場付近の海域を埋め立て陸上機用の空港を建設する計画を立てた。
1939年：ニューヨーク市営空港として開港した。開港当時は水上機専用の旅客ターミナルがあった。アメリカ大陸横断路線などの長距離線も就航し、利用者数を急速に伸ばした。
1948年：アイドルワイルド空港に国際線や長距離国内線が移転する。
1953年：現在の名称に変更された。

## ターミナル
ラガーディア空港には4つの空港ターミナルがある。ターミナルA(マリンターミナル)は1939年の開港時からある歴史的な建物でアメリカ合衆国国家歴史登録財に指定されている。規模が小さく、他のターミナルと離れているため1路線に限定して使用されている。
ターミナルB,C,Dは全面的な建て替えが行われている。

## 主な航空会社
- デルタ航空
- デルタ・コネクション
- アメリカン航空
- アメリカン・イーグル
- ユナイテッド航空
- ユナイテッド・エクスプレス
- サウスウエスト航空
- スピリット航空
- ジェットブルー航空
- フロンティア航空
- エアカナダ
- エアカナダ・エクスプレス
- ウエストジェット航空

## 公共交通機関

### ターミナル間連絡バス
- Purple Route、ターミナルB,C,Dの間
- Red Route、ターミナルA,C,Dの間
- Blue Route、ターミナルA,Bの間

（注）2020年11月より暫定的にルート変更。A→D→C→B→Aの一方循環運行のみ。
いずれも乗車無料で24時間運行。早朝深夜以外は約10分おきの発車。

### NYC Transit Bus
- M60番のバスが地下鉄のN,Wのアストリア・ブールバード駅、4,5,6の125丁目駅、2,3の125丁目駅、A,B,C,Dの125丁目駅、1の116丁目駅で乗り換え可能。
- Q70番のバスが地下鉄7,E,F,M,Rの74Street-Jackson Heights駅までノンストップ、そのあと地下鉄7およびロングアイランド鉄道の61Street-ウッドサイド駅に停車（このバスは、Terminal Aには経由しないので、空港内シャトルバスで乗り換えが必要）このバス(Q70-SBS)はLaGuardia Linkと呼ばれ2022年5月から無料化された。

どちらも24時間運行で、早朝深夜以外は約10分間隔。M60番に乗車の際はバス停にある機械で先に料金（メトロカードで2ドル90セント）を支払って、支払い確認票を受け取り、バスの開いたすべての扉から乗車できる（いわゆる信用乗車方式だが、時々車内検札があり、支払い票を持っていないと違反として罰金が適用されるので要注意）

### NYC Express Bus
空港からマンハッタンのグランド・セントラル駅とPort Authority Bus Terminalへ直行する。しかし、午前11時から午後7時までの間の一時間ごとの運行で、さほど便利とは言えない。片道16ドル、往復30ドル。

### エア・ラガーディア構想
空港から地下鉄メッツ-ウィレッツ・ポイント駅及びロングアイランド鉄道メッツ-ウィレッツ・ポイント駅を結ぶ新交通システム・エアトレイン・ラガーディア構想が2015年ニューヨーク州知事のアンドリュー・クオモによって発表されている。

## ニューヨーク市とその3つの主要空港の位置関係
ニューヨーク周辺には、1.ニューヨーク/JFKや3.ニューアークなどの空港がある。

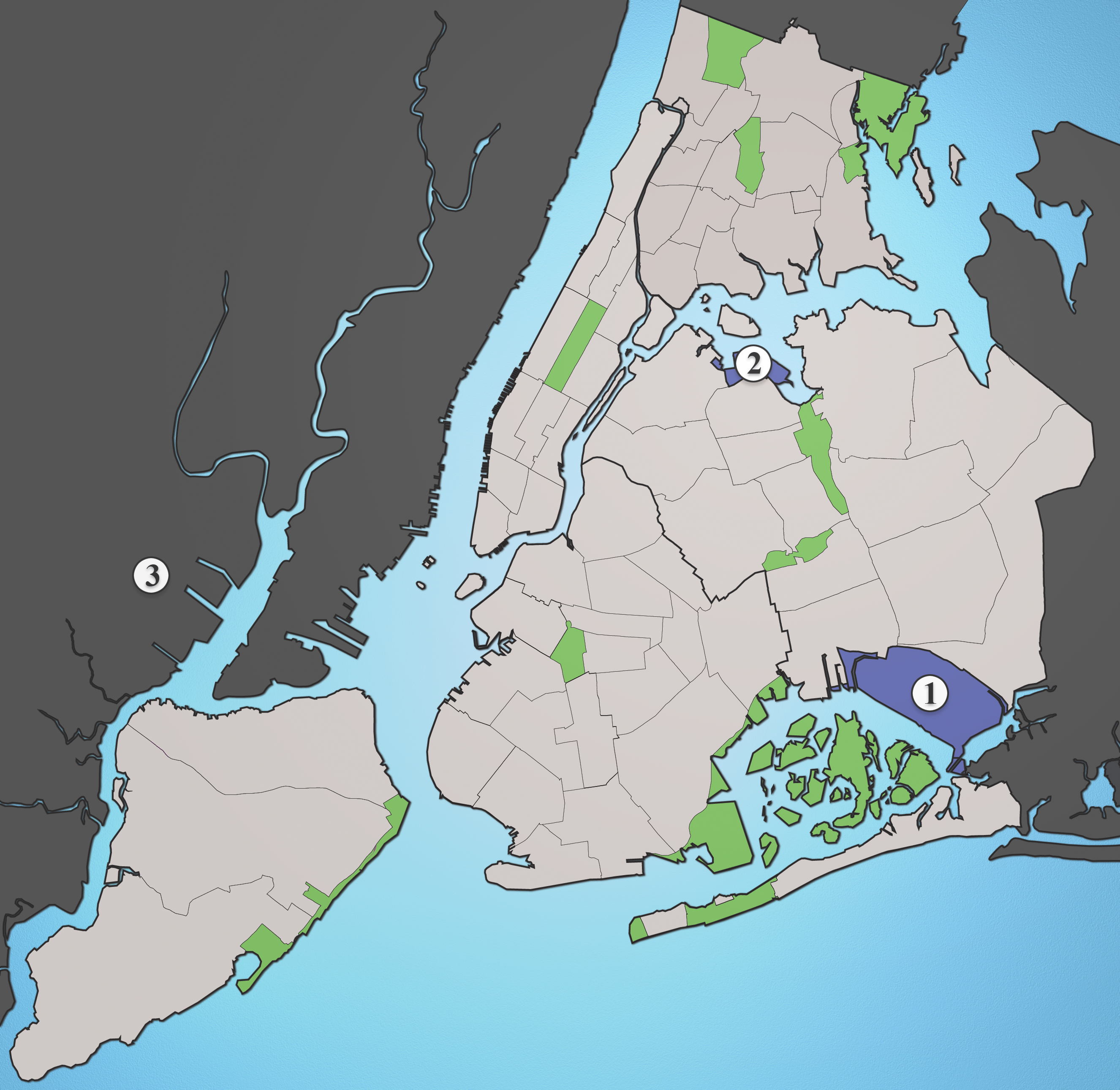
ニューヨーク市とその3つの主要空港の位置:
1. JFK、2. LGA、3. EWR

## 事件と事故
- 2009年1月15日、ニューヨーク発シャーロット経由シアトル行きのUSエアウェイズ1549便がニューヨーク市マンハッタン区付近のハドソン川に不時着水した。
- 2015年3月5日午前11時頃（日本時間6日午前1時頃）、アトランタ発ニューヨーク・ラガーディア行デルタ航空1086便（マクドネル・ダグラスMD-88型機、機体番号：N909DL）が当空港の着陸に失敗して滑走路横のフェンスに衝突した。乗客127人・乗員5人のうち、28人が負傷し5人が市内の病院へ運ばれた。事故当時、ニューヨーク市内は大雪に見舞われていたほか、アメリカ南部や北東部にかけても大雪のため全米で4,000便以上が欠航していた。なお同機の着陸直前に滑走路は除雪をしており、路面凍結でスリップしたとみられる。この事故の影響で当空港は約4時間閉鎖され、ジョン・F・ケネディ国際空港やニューアーク・リバティー国際空港への到着地変更や欠航・遅延が発生した[5]。